# Kvantno stanje
Kvantno stanje je v kvantni mehaniki stanje, ki v popolnosti opisuje kvantni sistem. Običajno kvantno stanje opišemo z množico diskretnih števil, ki jih imenujemo  kvantna števila, ali kot superpozicijo različnih stanj. V klasični mehaniki je stanje delca podano z njegovo lego in gibalno količino, ki lahko kontinuirano zavzame vsako vrednost. Tega ne moremo narediti za opis sistema v kvantni mehaniki. Kadar v kvantnem sistemu merimo neko količino, lahko rezultat opišemo le kot porazdelitev verjetnosti. To pomeni, da v kvantni mehaniki nikoli istočasno ne moremo točno izmeriti dveh količin. V tem je glavna razlika med klasično in kvantno mehaniko. Popolnoma lahko opišemo kvantno stanje poljubnega delca z valovno funkcijo, ki jo označimo z: 
{\displaystyle \Psi (x_{1},x_{2},\ldots ,x_{n},t)\!\,,}
kjer so z x1, x2  itd., označene prostorske koordinate, s t pa je označena časovna koordinata.
Kvadrat valovne funkcije: 
{\displaystyle \left|\Psi (x_{1},x_{2},\ldots ,x_{n},t)\right|^{2}\!\,}
pomeni gostoto verjetnosti (za diskretne vrednosti je to samo verjetnost), da najdemo kvantni sistem na koordinatah x1, x2 v trenutku t. Če z {\displaystyle ~\omega } označimo gostoto verjetnosti, da najdemo delec v določenem delu prostora, potem je ta enaka:
{\displaystyle \omega ={\frac {dP}{dV}}=\left|\Psi (x_{1},x_{2},\ldots ,x_{n},t)\right|^{2}=\Psi ^{\ast }\Psi }.